# Pat Rebillot
Pat Rebillot (Louisville (Ohio), 21 april 1935) is een Amerikaanse jazz- en fusionmuzikant (piano, orgel, keyboards).

## Biografie
Rebillot werkte als sessiemuzikant met o.a. Hugh McCracken, Tony Levin, Steve Gadd, Ray Barretto en Ralph MacDonald. Hij was een lange tijd lid van de bands van Herbie Mann, voor wie hij ook optrad als arrangeur. Rebillot werkte ook mee aan opnamen van John Klemmer, Steely Dan (Gaucho), The Average White Band, Gloria Gaynor, Bette Midler, Flora Purim, Hall & Oates, Bob Belden, Paul Desmond/Don Sebesky, Frank Foster (Soul Outing!, 1966), David Friedman (Futures Passed, 1976), David 'Fathead' Newman, Jon Faddis, Dick Morrissey/Jim Mullen en Joe Thomas. Onder zijn eigen naam bracht hij het album Free Fall uit, geproduceerd door Herbie Mann bij Atlantic Records in 1974, met Tony Levin op bas, Steve Gadd op drums, Armen Halburian (percussie) en Sam T. Brown (gitaar). Op het gebied van jazz en fusionmuziek nam Rebillot tussen 1966 en 2001 deel aan 118 opnamesessies. Hij heeft o.a. ook meegewerkt aan de soundtrack van de speelfilm O Brother, Where Art Thou? - A Mississippi Odyssey (2000) van de gebroeders Coen.

## Discografie

### Als leader
- 1974: Free Fall - met Tony Levin op bas, Steve Gadd op drums, Armen Halburian op percussie en Sam Brown op gitaar, geproduceerd door Herbie Mann - Atlantic Records

### Als sideman
Met Patti Austin
- 1978: Live at the Bottom Line (CTI)

Met Warren Bernhardt
- 1980: Manhattan Update

Met James Brown
- 1974: Funky President

Met Kvitka Cisyk
- 1989: Kvitka, Two Colors

Met Paul Desmond
- 1969: From the Hot Afternoon (A&M/CTI)

Met Frank Foster
- 1966: Soul Outing! (Prestige)

Met Gloria Gaynor
- 1976: I've Got You

Met Mike Gibbs & Gary Burton
- 1973: In the Public Interest

Met Hall & Oates
- 1973: Abandoned Luncheonette

Met Jaroslav Jakubovic
- 1978: Checkin' In (Columbia)

Met Robin Kenyatta
- 1973: Gypsy Man (Atlantic)

Met John Klemmer
- 1978: Arabesque

Met Chuck Loeb
- 1988: My Shining Hour (1988)

Met Charlie Mariano
- 1972: Mirror (1972)

Met Herbie Mann
- 1973: Hold On, I'm Comin' (Atlantic)
- 1973: Turtle Bay (Atlantic)
- 1973: London Underground (Atlantic)
- 1973: Reggae (Atlantic)
- 1974: First Light (Atlantic) als Family of Mann
- 1975: Discothèque (Atlantic)
- 1975: Waterbed (Atlantic)
- 1976: Surprises (Atlantic)
- 1973, 1976: Reggae II (Atlantic)
- 1974, 1976:Gagaku & Beyond (Finnadar/Atlantic)
- 1977: Brazil: Once Again (Atlantic)

Met Arif Mardin
- 1974: Journey (Atlantic)

Met David Matthews
- 1976: Shoogie Wanna Boogie

Met Jimmy McGriff
- 1976: Red Beans (Groove Merchant)
- 1977:Tailgunner (LRC)
- 1978: Outside Looking In (LRC)

Met Morrissey–Mullen
- 1977: Up

Met Mark Murphy
- 1972: Bridging a Gap (Muse)

Met David 'Fathead' Newman
- 1974: Newmanism (Atlantic)
- 1976: Mr. Fathead (Atlantic)
- 1978: Concrete Jungle (Prestige)

Met Chico O'Farrill
- 1966: Nine Flags (Impulse!)

Met Jimmy Ponder
- 1978: All Things Beautiful (LRC)

Met Don Sebesky
- 1975: The Rape of El Morro (CTI)

Met Steely Dan
- 1980: Gaucho (MCA)

Met Joe Thomas
- 1975: Masada
- 1976: Feelin's From Metin
- 1977: Here I Come

- Bibliothèque nationale de France: cb13935721v (data)
- Gemeinsame Normdatei: 135108942
- International Standard Name Identifier: 0000 0000 5514 2250
- Library of Congress Control Number: n91048523
- MusicBrainz: 626865ea-1b5d-4ddd-bbfe-f4e79e23e3e3
- Nationale Bibliotheek van Israël: 987007434196605171
- Virtual International Authority File: 42029235
- WorldCat: E39PBJkXwB96tbjmkvDhMQPWjC